# Мюзафер Шериф
Мюзафер Шериф (на английски: Muzafer Sherif) е американски психолог от турски произход. Счита се за един от основателите на социалната психология.

## Биография
Роден е на 29 юли 1906 година в Измир, Турция. Получава бакалавърска степен от Американския международен колеж в Измир и магистърска степен от Истанбулския университет, където печели и стипендия за обучение в чужбина. В САЩ защитава втора магистратура в Харвардския университет, където преподава и Уилям Джеймс. Докторска степен защитава в Колумбийския университет.
За ключов момент в живота му се счита инцидент през 1919 г., когато той е на 13 години, а гръцките войски завладяват Измир и много от роднините му са избити. По думите на самия Шериф, малко преди да го намушка с щика си, гръцки войник го съжалява и го оставя жив. Този инцидент го кара по-късно да фокусира изследванията си върху механизмите на междугруповия конфликт.
Умира на 16 октомври 1988 година във Феърбанкс, щат Аляска, на 82-годишна възраст.

## Научна дейност
Най-известен експеримент на М. Шериф е този с използването на автокинетичния ефект (описан от Хенри Адамс през 1912), проведен през 1935 г. В напълно тъмна стая, на 5 метра от изследваните лица, той и сътрудниците му прожектират светла точка. Инструкцията е, че когато в стаята изгасят лампите, участниците ще видят светеща точка, която след известно време ще започне да се движи. Когато това се случи, те трябва да сигнализират с натискането на бутон пред тях, а впоследствие – и да преценят разстоянието, на което се е преместила точката. В единия от случаите експериментът се провежда в група, а после – с всеки неин член поотделно; в другия случай – обратно – първо поотделно, после – в група. Резултатът показва, че груповото обсъждане влияе на изказаните оценки от отделния индивид.